# Батиста, Фернандо
Ферна́ндо Ариэ́ль Бати́ста (исп. Fernando Ariel Batista; род. 20 августа 1970, Буэнос-Айрес) — аргентинский футболист, игравший на позиции защитника. По окончании карьеры — тренер, ныне возглавляющий сборную Венесуэлы. Брат футболиста и чемпиона мира Серхио Батисты.

## Клубная карьера
Батиста начал свою игровую карьеру в аргентинском клубе высшего дивизиона «Архентинос Хуниорс», где он сыграл 134 матча и забил 4 гола. В 1993 году перешёл в другой клуб чемпионата «Сан-Лоренсо де Альмагро», в 1995 году завоевав с командой трофей Клаусуры. В 1997 году, спустя 2 года в качестве свободного агента, перешёл в клуб второго аргентинского дивизиона «Годой-Крус». Завершил карьеру в клубе Сегунды «Олл Бойз» в 2001 году, отыграв за неё 3 года.

## Карьера в сборной
Батиста представлял сборную Аргентины до 20 лет на чемпионате мира по футболу среди молодёжных команд 1989 года. Дебютировал за сборную на этом турнире 17 февраля 1989 года в первом туре против Испании (1:2). Второй матч в составе команды провёл в матче третьего тура против Ирака, в котором аргентинцы уступили со счетом 0:1, пропустив единственный гол с пенальти. Национальная сборная вышла в четвертьфинал, где уступила со счётом 0:1 сборной Бразилии.

## Тренерская карьера
В 2018 году Батиста был назначен тренером сборной Армении до 19 лет. После этого был назначен тренером сборной Аргентины до 20 лет. С этой сборной Фернандо позже занял второе место на чемпионате Южной Америки 2019 года. В 2019 году был назначен тренером сборной Аргентины до 23 лет. Эту сборную он сумел привести к золотой медали на Панамериканских играх 2019 года в Лиме. После этого он вывел свою команду на летние Олимпийские игры 2020 года в Токио, выиграв Предолимпийский турнир КОНМЕБОЛ, однако на самом турнире аргентинцы вылетели уже на стадии группового этапа.
В ноябре 2021 года Батиста покинул свою должность в Аргентине и присоединился к тренерскому штабу Хосе Нестора Пекермана в сборной Венесуэлы. Кроме того, он возглавлял сборную до 21 года на турнире Мауриче Ривелло 2022 года, где венесуэльцы заняли второе место, уступив французам со счетом 2:1. В марте 2023 года Батиста был назначен новым тренером сборной после ухода Пекермана.
На Кубке Америки 2024 года его команда добилась исторического результата на групповом этапе, впервые выиграв все три сыгранных матча. Однако венесуэльцы вылетели в четвертьфинале после поражения от Канады в серии пенальти.

## Тренерская статистика
| Армения (до 18)   | Армения   | 1 января 2018  | 31 октября 2018 | 2  | 0  | 0  | 2  | 000,00 |
| Армения (до 19)   | Армения   | 1 июля 2018    | 31 октября 2018 | 5  | 1  | 0  | 4  | 020,00 |
| Аргентина (до 20) | Аргентина | 1 января 2019  | 30 ноября 2021  | 22 | 14 | 1  | 7  | 063,64 |
| Аргентина (до 23) | Аргентина | 1 августа 2019 | 8 августа 2021  | 18 | 12 | 4  | 2  | 066,67 |
| Венесуэла         | Венесуэла | 10 марта 2023  | н. в.           | 16 | 8  | 6  | 2  | 050,00 |
| Итого             | Итого     | Итого          | Итого           | 62 | 35 | 11 | 16 | 056,45 |

## Достижения
«Сан-Лоренсо»
- Клаусура Аргентины: 1995

Аргентина (до 23)
- Чемпион Панамериканских игр: 2019[англ.]
- Предолимпийский турнир КОНМЕБОЛ: 2020